# Ромбовый двигатель

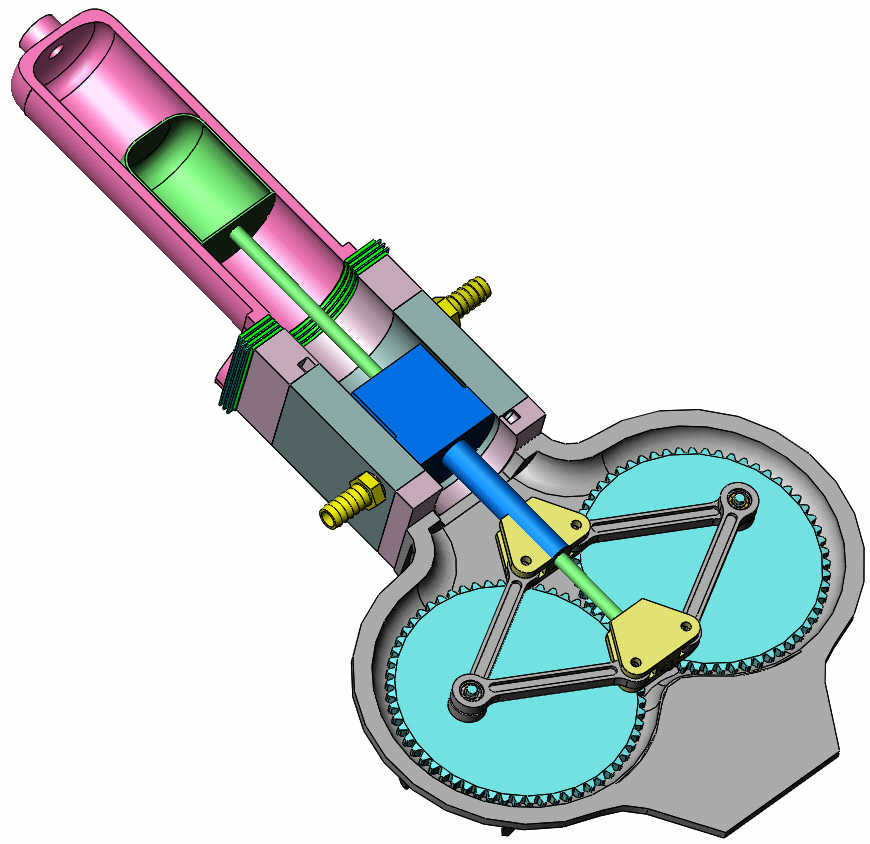
Рис. 1. Ромбоидный двигатель в разрезе
Розовым цветом показан горячий цилиндр; тёмно-серым — холодный цилиндр (с двумя впускным и выпускным патрубками, окрашенных тёмно-жёлтым); тёмно-зелёным — термоизоляционная прокладка, разделяющая два цилиндра; светло-зелёным — вытесняющий поршень; тёмно-синим — силовой поршень; светло-голубым — маховик,
Не показаны: внешний источник тепла, и внешние теплоотводы. В данной конструкции вытесняющий поршень используется без регенератора

Ромбовый двигатель — это специфический метод преобразования механической энергии, применяемый, когда один цилиндр используется для двух отдельно колеблющихся поршней.

## История
Был впервые разработан около 1900 года для двухцилиндрового двигателя автомобиля Ланчестер, где стало возможным очень хорошо сблансировать внутренние силы, действующие на оба поршня. В настоящее время этот двигатель используется в различных видах двигателя Стирлинга; сложность управления и необходимость обеспечивать точные посадки деталей двигателя приводят к увеличению стоимости производства, что ограничивает область применения данного двигателя.

## Принцип действия

Рис. 2. Бета-стирлинг с ромбическим механизмом и регенератором

В своём самом простом варианте двигатель использует шарнирно сочленённый ромб
для преобразования работы возвратно-поступательного движения поршня в работу вращательного движения. В данном двигателе шатун жёстко сочленён с поршнем (такой шатун называется штоком), в противоположность большинству других двигателей с возвратно-поступательным движением, в которых поршень и шатун подвижно соединяются через шарнир. Здесь шатун соединяется с одним из углов ромбоида. Когда сила приложена к поршню со стороны камеры сгорания, то поршень движется вниз; в это же время внешние углы ромбоида движутся наружу. Ромбоид воздействует на два маховика, принуждая их вращаться в противоположные стороны. По мере того, как маховики вращаются, ромбоид меняет свою форму, вытягиваясь вдоль оси поршня в верхней мёртвой точке, и вытягиваясь в перпендикулярном направлении в нижней мёртвой точке.
В приведённом на рисунке 1 примере левый маховик вращается по часовой стрелке, а правый — против часовой стрелки. Они поворачиваются с одинаковыми угловыми скоростями. Их сцепление может быть усилено применением зубчатого зацепления.

## Другие примеры применения
Ромбоидная механическая передача используется в некоторых видах автомобильных домкратов, однако в этом случае нет возвратно-поступательного движения.